# CANT 38
Il CANT 38 era un idroricognitore e bombardiere leggero biplano a scafo centrale sviluppato dall'azienda italiana Cantiere Navale Triestino (CANT) negli anni trenta e rimasto allo stadio progettuale.
Ideato dall'ingegner Raffaele Conflenti sull'esigenza di realizzare un sostituto più moderno del precedente CANT 21bis non superò mai le fasi preliminari ed il progetto venne abbandonato prima di realizzarne anche un solo prototipo.

## Storia del progetto
Negli anni trenta la CRDA cercò di rilanciare commercialmente il modello CANT 21bis, ultima evoluzione dell'originale CANT 21, già modificato per meglio adattarlo alle esigenze di una moderna aeronautica militare. Il progetto venne nuovamente elaborato dall'ingegner Conflenti e prevedeva una razionalizzazione delle attrezzature interne allo scafo mantenendo aspetto e motorizzazione del modello dal quale derivava.
Il nuovo modello assunse la designazione aziendale CANT 38 ma benché fossero state distribuite delle fotografie ufficiali che lo ritraevano in realtà non ne venne costruito alcun prototipo. Il servizio fotografico venne approntato solo a scopo pubblicitario sfruttando la somiglianza del futuro modello con il CANT 21bis e riproducendo uno dei vecchi modelli al quale era stata cancellata la scritta originale posta sulla deriva e sostituita da un "38".
Il progetto proposto non riuscì a riscuotere alcun interesse commerciale e l'azienda di Monfalcone decise di abbandonare il suo sviluppo.